# Jin Di
En una onomàstica xinesa Jin es el cognom i Din el prenom.
No confondre amb l'actriu Jind Di (n. 1993)
Jin Di (xinès simplificat: 金迪) (Shanghai 1933 - Pequín 2022 ) Actriu de teatre i cinema xinesa, guionista i gestora i directora d'un canal de televisió. Va ser una de les vint-i-dues estrelles (actors i actrius) del cinema xinès dels anys 60, inclosa en la llista que va proposar el Ministeri de Cultura del moment i que d'alguna forma va ser aprovada pel primer ministre Zhou Enlai.

## Biografia
Jin Di, de nom real Jin Huiqin ( 金慧琴 ) ve néixer el 25 de febrer de 1933 a Shanghai (Xina). Va morir a Pequín el 3 d'abril de 2022.

#### Trajectòria teatral
El 1950 va començar a treballar com a ballarina en una companyia teatral de la ciutat d'Anshan, província de Liaoning, al nord-est de la Xina i el 1952 va entrar a estudiar interpretació teatral a l'Acadèmia de Belles Arts Lu Xun a Shenyang, també a la província de Liaoning. El 1953 va iniciar la seva carrera teatral al "民艺术剧院演员"  (Teatre Popular del Nord-est) en obres com "尤利乌斯·伏契克" (Julius Fuchik) ”美丽的姑娘"   (Beautiful Gir) i  日出 (Sunrise).

#### Carrera cinematográfica
El 1958 va treballar al costat de l'actriu Tian Hua en la película Blooming Flowers and Full Moon del director Wei Guo. Un film de propaganda política, produïda per Changchun Film Studio. i el 1959 va interpretar amb exit el paper de Kong Shuzhen, una jove rural, a 我们村里的年轻人, traduïda a l'anglès com "The Young People Among Us" o "Youth in Our Village" , basada en una novel·la de l'escriptor Zhao Shuli.
Durant el període de la Revolució Cultural va deixar d'actuar i no va tornar al cinema fins a l'any 1975. Es va incorporar a l'Emei Film Studio i successivament va interpretar papers en pel·lícules com "My Ten Classmates" i "The Forgotten Corner of Love". El 1984, va col·laborar amb Hong Yi i altres per crear el guió de la pel·lícula "The Wild Geese Flying North" , on va interpretar el paper protagonista. El 1985 va ser enviada a la població de Shenzhen per encarregar-se de posar en marxa i dirigir un canal de televisió per satèl·lit. Com a directora va realitzar les sèries de televisió 升华 (Sublimation) (豪华聚餐会) (Luxury Dinner Party) i la pel·lícula musical 歌舞荧屏——深圳 (Song and Dance Screen - Shenzhen).

## Filmografia destacada
| Any  | Títol xinès          | Títol anglès                   | Paper           | Director            |
| ---- | -------------------- | ------------------------------ | --------------- | ------------------- |
| 1958 | 花好月圆             | Blooming Flowers and Full Moon | Yuan Xiao-Jun   | Wei Guo             |
| 1959 | 我们村里的年轻人     | Youth in Our Village           | Kong Shu-Zhen   | Su Li               |
| 1959 | 笑逐颜开             | Beam with Smiles               | Luo Yu-Hua      |                     |
| 1963 | 我们村里的年轻人续集 | Youth in Our Village 2         | Kong Shu-Zhen   | Su Li               |
| 1975 | 我的十个同学         | My Ten Classmates              |                 |                     |
| 1975 | 被爱情遗忘的角落     | A Love-Forsaken Corner         | Mare de Ying Di | Yalin LI i Qi Zhang |
| 1984 | 大雁北飞             | Wild Geese Flying To North     |                 |                     |
| 1990 | 出家奴               | The Wedding Maidens            | Xin Liang       | Jin Wang            |
| 2021 | 演员                 |                                |                 |                     |